# UClibc
uClibc es una pequeña biblioteca en C diseñada para sistemas con Linux embebido. Es software libre con licencia LGPL.
uClibc fue creada para soportar μClinux, una versión de Linux para sistemas integrados que no requieren de una unidad de manejo de memoria, lo cual es muy conveniente para microcontroladores (por ello el "μC" en el nombre).

## Características
uClibc es mucho más pequeña que glibc la biblioteca de C de GNU utilizada en la mayoría de las distribuciones de Linux. Mientras que glibc está preparada para implementar todos los estándares relevantes de C en una gran variedad de hardwares y plataformas, uClibc está especializada para sistemas integrados. Algunas de sus características pueden ser habilitadas o deshabilitadas según lo requiera el espacio disponible.
uClibc se ejecuta en sistemas Linux estándar o sin MMU. Soporta arquitecturas i386, amd64, ARM (big/little endian), Blackfin, h8300, m68k, MIPS (big/little endian), PowerPC, SuperH (big/little endian), SPARC y V850.

## Historia
En gran parte, uClibc ha sido escrita desde cero aunque incorpora algo de código de glibc
El director del proyecto es Erik Andersen y el principal contribuyente es Manuel Novoa III.

## Licencia
uClibc está licenciada bajo la LGPL lo cual permite que sea utilizada por aplicaciones comerciales de código propietario cerrado, por lo que no es necesario liberar todo el código por utilizar uClibc en Linux.